# توبي لين
توبي لين (بالإنجليزية: Toby Lynn)‏ هو لاعب اتحاد الرغبي نيوزيلندي، ولد في 6 أكتوبر 1984 في هاميلتون في نيوزيلندا.

## وصلات خارجية
- توبي لين على موقع ItsRugby.co.uk (الإنجليزية)